# Kostel svatého Martina (Libuň)
Římskokatolický farní kostel svatého Martina v Libuni v okrese Jičín je původně gotická, později zbarokizovaná sakrální stavba v obci při silnici na zrušeném hřbitově. Od roku 1964 je kostel chráněn jako kulturní památka.

## Historie

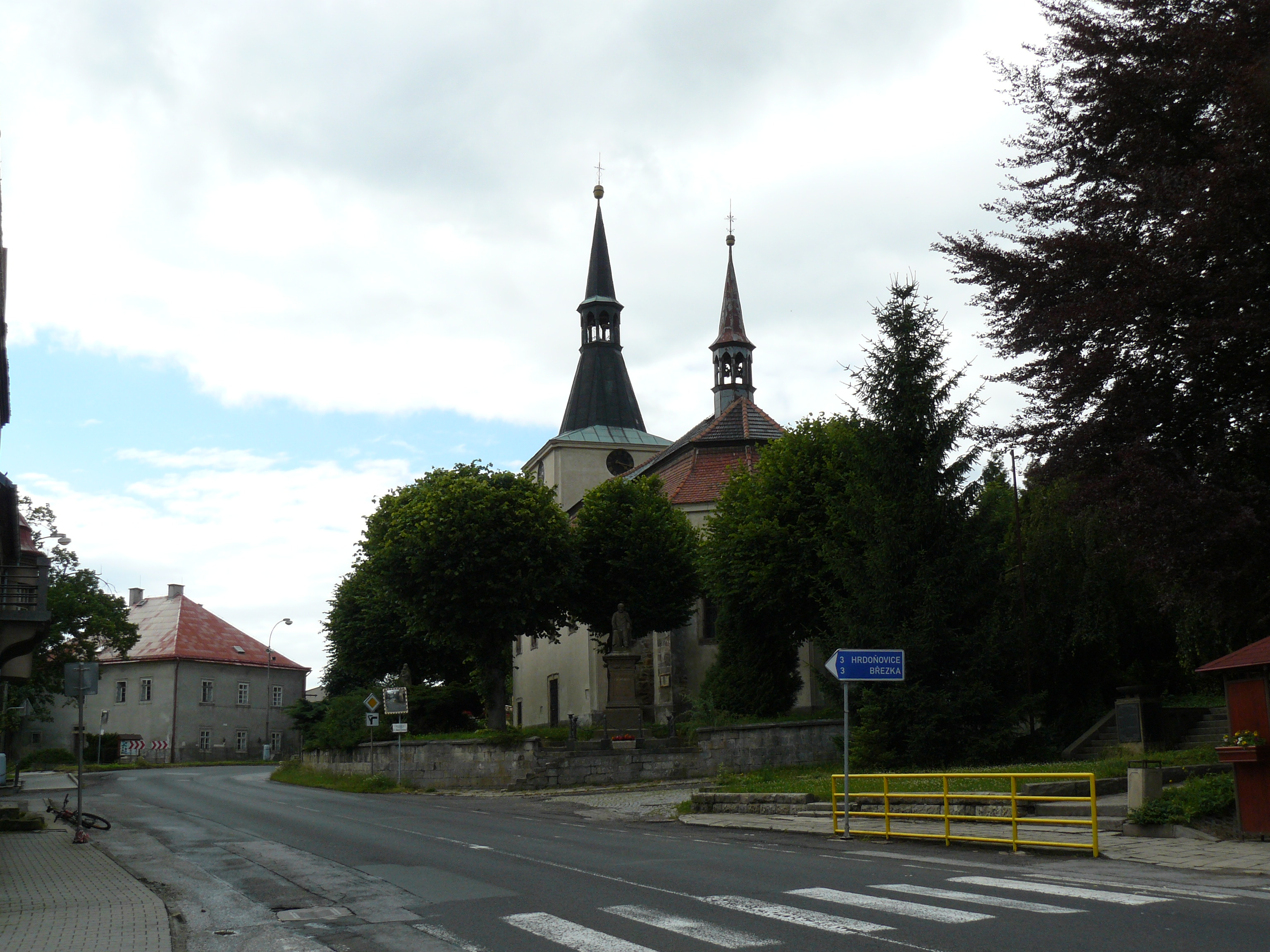
Libuňský kostel sv. Martina ze silnice

Nejstarší písemná zmínka o kostele je z roku 1369, kdy jsou zdejší kostel a plebánie (fara) uvedeny v rejstříku papežského desátku jako součást jičínského děkanátu. Podle podacího práva zdejšího kostela sv. Martina patřila Libuň tehdy Vartenberkům. Kostel byl v roce 1771 zbarokizován.

## Architektura
Kostel je jednolodní stavba s pětibokým presbytářem. Vnějšek kostela je hladký, členěný pouze podstřešní římsou, presbytář podepřen jednou odstupněnými pilíři. Severní a jižní stěny lodi jsou opatřeny čtyřmi okenními osami, lemovanými šambránami s novogotickou výplní.
Střecha lodě i presbytáře je mansardová. Nad presbytářem umístěn osmiboký sanktusník s jehlancovou stříškou. Střecha sakristie je sedlová, nad oratoří mansardová. Ze západní strany přiléhá čtyřboká věž členěná římsou ve výši římsy lodi. Nad vchodem ze západu je segmentově zakončené okno, v posledním patře tři segmentová okna s okenicemi.
Kostel je zaklenut valenou klenbou s výsečemi. Loď má plochý strop.

## Zařízení
Zařízení kostela pochází z doby kolem z roku 1770 a pozdějšího období. V kostele socha Assumpty z poloviny 16. století.

## Okolí kostela
Na hřbitově se nachází tři zlidovělé gotizující náhrobníky s figurálním reliéfy z období kolem poloviny 19. století. Fara je barokní volná stavba z 18. století. V zahradě čp. 1 se nachází kamenný toskánský sloup z roku 1689 s plnou kapličkou s figurálními reliéfy a erby. U nového hřbitova je obelisk z roku 1771 s reliéfy sv. Martina, Panny Marie a sv. Leonarda, přičemž horní jeho část je uražena. Před jižní zdí kostela stojí pískovcová socha sv. Josefa, která je dílem sochaře Josefa Jelínka z Mnichova Hradiště z roku 1819. Barokní socha sv. Jana Nepomuckého pochází z roku 1746. Pomník libuňského faráře Antonína Marka, který se nachází u kostela je dílem J. Stuchlíka z roku 1896. Pomník padlým na návsi obce je od sochaře J. Bílka a arch. B. Holého. Na podstavci pomníku se nacházejí figurální reliéfy.